# Libanesische Premier League 2021/22
Die Libanesische Premier League 2021/22 war die 61. Spielzeit der höchsten libanesischen Fußballliga seit ihrer Gründung im Jahr 1933. Die Saison begann am 11. September 2021 und endete am 4. Juni 2022. Titelverteidiger war al-Ansar.

## Modus
Die Saison bestand aus zwei Phasen: In der ersten Phase spielte jede Mannschaft einmal gegen jede andere. In der zweiten Phase wurden die zwölf Mannschaften entsprechend ihrer Platzierung in zwei 6er-Gruppen (Meister- und Abstiegsrunde) eingeteilt. Die Mannschaften übernahmen ihr Punktekonto aus der ersten Phase und spielten gegen jede Mannschaft aus derselben Runde noch ein Hin- und Rückspiel. So ergaben sich für jede Mannschaft 21 (11 + 10) Spiele. Es wurde nach der 3-Punkte-Regel gespielt (drei Punkte pro Sieg, ein Punkt pro Unentschieden). Die Tabelle wurde nach den folgenden Kriterien bestimmt:
1. Anzahl der erzielten Punkte
2. Anzahl Punkte im direkten Vergleich
3. Tordifferenz im direkten Vergleich
4. Tordifferenz aus allen Spielen
5. höhere Anzahl erzielter Tore
6. Losentscheid

Am Ende der Saison qualifizierte sich der Meister automatisch für die Qualifikationsrunde der AFC Champions League 2023/24 – vorausgesetzt der Meister erfüllte die von der Asian Football Confederation festgelegten Kriterien. Ansonsten qualifizierte sich der Meister automatisch für die Gruppenphase des AFC Cup 2023/24, wenn die Kriterien erfüllt sind. Der Sieger des libanesischen FA Cups wird ebenfalls an der Gruppenphase des AFC Cup 2023/24 teilnehmen. Wenn dieser sich aber bereits über die Liga qualifiziert, übernimmt der Ligazweite seinen Platz.
Die zwei Vereine mit den wenigsten Punkten aus der Abstiegsrunde stiegen in die zweitklassige Lebanese Second Division ab.

## Teilnehmer
Sagesse SC und AC Sporting stiegen als Meister und Zweiter der Lebanese Second Division 2020/21 in die Libanesische Premier League auf. Die zwei Aufsteiger ersetzen die zwei letztplatzierten Vereine der Saison 2020/21, Shabab al-Ghazieh und Salam Zgharta.
Vor Beginn jeder Saison wählt jedes Team zwei Stadien als Heimspielorte aus. Falls beide Stadien für einen bestimmten Spieltag nicht verfügbar waren, wurde ein anderer Austragungsort genutzt.
| Verein                | Stadt   | Stadion                   | Kapazität |
| --------------------- | ------- | ------------------------- | --------- |
| al Ahed               | Beirut  | Ahed Stadium              | 2.000     |
| al-Akhaa al-Ahli Aley | Alayh   | Amin AbdelNour Stadium    | 3.500     |
| al-Ansar              | Beirut  | Ansar Stadium             | -         |
| Bourj FC              | Beirut  | Bourj el-Barajneh Stadium | 1.500     |
| Nejmeh Club           | Beirut  | Rafic Hariri Stadium      | 5.000     |
| Safa SC Beirut        | Beirut  | Safa Stadium              | 4.000     |
| Sagesse SC            | Beirut  |                           |           |
| Shabab El Bourj SC    | Beirut  | Bourj el-Barajneh Stadium | 1.500     |
| Shabab al-Sahel       | Beirut  | Shabab Al Sahel Stadium   | -         |
| AC Sporting           | Beirut  | Rafic Hariri Stadium      | 5.000     |
| Tadamon Sur Club      | Tyros   | Sour Municipal Stadium    | 6.500     |
| Tripoli SC            | Tripoli | Tripoli Municipal Stadium | 10.000    |

## Tabellen

### 1. Runde
| Pl.                      | Verein                | Sp. | S | U | N | Tore    | Diff. | Punkte |
| ------------------------ | --------------------- | --- | - | - | - | ------- | ----- | ------ |
| 1.                       | al Ahed               | 11  | 9 | 2 | 0 | 020:300 | +17   | 29     |
| 2.                       | Bourj FC              | 11  | 6 | 5 | 0 | 015:600 | +9    | 23     |
| 3.                       | Shabab al-Sahel       | 11  | 6 | 2 | 3 | 020:130 | +7    | 20     |
| 4.                       | al-Ansar (M, P)       | 11  | 4 | 3 | 4 | 017:110 | +6    | 15     |
| 5.                       | Shabab El Bourj SC    | 11  | 4 | 2 | 5 | 015:170 | −2    | 14     |
| 6.                       | Tadamon Sur Club      | 11  | 3 | 5 | 3 | 012:100 | +2    | 14     |
| 7.                       | Tripoli SC            | 11  | 4 | 2 | 5 | 013:150 | −2    | 14     |
| 8.                       | Nejmeh Club 1         | 11  | 4 | 5 | 2 | 013:800 | +5    | 11     |
| 9.                       | Sagesse SC (N)        | 11  | 3 | 1 | 7 | 007:230 | −16   | 10     |
| 10.                      | Safa SC Beirut        | 11  | 2 | 3 | 6 | 005:170 | −12   | 09     |
| 11.                      | al-Akhaa al-Ahli Aley | 11  | 2 | 3 | 6 | 007:120 | −5    | 09     |
| 12.                      | AC Sporting (N)       | 11  | 2 | 1 | 8 | 009:180 | −9    | 07     |
| Stand: Ende der 1. Runde |                       |     |   |   |   |         |       |        |

Nach der 1. Runde:
Zum Saisonende 2020/21:

(M) Amtierender Meister: al-Ansar

(P) Amtierender Pokalsieger: al-Ansar

(N) Aufsteiger aus der Lebanese Second Division 2020/21: Sagesse SC & AC Sporting
Anmerkung:

### Meisterrunde
| Pl.               | Verein               | Sp. | S  | U | N  | Tore    | Diff. | Punkte |
| ----------------- | -------------------- | --- | -- | - | -- | ------- | ----- | ------ |
| 1.                | al Ahed              | 19  | 14 | 5 | 0  | 037:600 | +31   | 47     |
| 2.                | al-Ansar (M, P)      | 19  | 10 | 5 | 4  | 034:130 | +21   | 35     |
| 3.                | Bourj FC             | 19  | 9  | 7 | 3  | 022:160 | +6    | 34     |
| 4.                | Shabab al-Sahel      | 19  | 8  | 3 | 8  | 028:320 | −4    | 27     |
| 5.                | Tadamon Sur Club     | 19  | 3  | 5 | 11 | 015:280 | −13   | 14     |
| 6.                | Shabab El Bourj SC 2 | 11  | 4  | 2 | 5  | 015:170 | −2    | 14     |
| Stand: Saisonende |                      |     |    |   |    |         |       |        |

Zum Saisonende 2021/22:
Zum Saisonende 2020/21:

(M) Amtierender Meister: al Ahed

(P) Amtierender Pokalsieger: al Ahed
Anmerkung:

### Abstiegsrunde
| Pl.               | Verein                | Sp. | S | U | N  | Tore    | Diff. | Punkte |
| ----------------- | --------------------- | --- | - | - | -- | ------- | ----- | ------ |
| 7.                | Nejmeh Club 3         | 21  | 9 | 9 | 3  | 029:160 | +13   | 30     |
| 8.                | Tripoli SC            | 21  | 8 | 5 | 8  | 023:240 | −1    | 29     |
| 9.                | Sagesse SC (N)        | 21  | 8 | 3 | 10 | 017:320 | −15   | 27     |
| 10.               | al-Akhaa al-Ahli Aley | 21  | 7 | 4 | 10 | 018:240 | −6    | 25     |
| 11.               | Safa SC Beirut        | 21  | 6 | 4 | 11 | 019:290 | −10   | 22     |
| 12.               | AC Sporting (N)       | 21  | 3 | 2 | 16 | 016:360 | −20   | 11     |
| Stand: Saisonende |                       |     |   |   |    |         |       |        |

Zum Saisonende 2021/22:
Zum Saisonende 2020/21:
(N) Aufsteiger aus der Lebanese Second Division 2020/21: Bourj FC & Shabab El Bourj SC
Anmerkung:

## Torschützenliste
Aufgelistet sind Spieler mit mindestens sieben Treffern. Bei gleicher Anzahl von Toren sind die Spieler alphabetisch geordnet.
| Pl. | Name                  | Mannschaft      | Tore |
| --- | --------------------- | --------------- | ---- |
| 01. | Fadel Antar           | Shabab al-Sahel | 10   |
| 01. | Mahmoud Sbleni        | Nejmeh Club     | 10   |
| 03. | Ahmed Akaïchi         | al Ahed         | 9    |
| 04. | Karim Darwich         | al-Ansar        | 7    |
| 04. | Ahmad Hijazi          | al-Ansar        | 7    |
| 04. | Hussein Jawad Khalife | Shabab al-Sahel | 7    |
| 04. | Boucounta Sarr        | Sagesse SC      | 7    |

Stand: Saisonende